# سرویس سلامت ملی
سرویس سلامت ملی (به انگلیسی:National Health Service (NHS))، نام مشترک چهار سیستم تأمین خدمات پزشکی در بریتانیا است. بودجه این سیستم‌ها برخلاف اکثر کشورها از مالیات بر مردم و نه از طریق حق بیمه درمانی تأمین می‌شود.

نشان‌واره سرویس سلامت ملی در انگلستان

## زیر بخش‌ها
چهار زیربخش این سازمان عبارتند از:
1. سرویس سلامت ملی انگلستان
2. سرویس سلامت ملی اسکاتلند
3. سرویس سلامت ملی ولز
4. سرویس سلامت ملی ایرلند شمالی

## قدرت
نظام درمانی همگانی در بریتانیا، همه مخارج درمان را پرداخت می‌کند و مردم (جز در موارد محدود) مستقیماً پولی برای خدمات سلامت پرداخت نمی‌کنند.

نظام درمانی در بریتانیا بسیار قدرتمند است زیرا سلامت شهروندان بر عهده دولت است. منبع مالی دولت بریتانیا، مالیات‌های دریافتی از مردم و درآمدهای عمومی است، نه حق بیمه پرداختی از سوی مردم؛ بنابراین دولت مجبور است برای مدیریت بودجه و تقاضا، محدودیت‌هایی اعمال کند و به دو روش، در پرداخت هزینه‌های درمانی، صرفه‌جویی می‌کند.

نشان‌واره سرویس سلامت ملی در ایرلند شمالی

اول: در این کشور، مردم نمی‌توانند به دلخواه خودشان به پزشک متخصص مراجعه کنند یا شخصاً درخواست آزمایش خون یا ام‌آرآی بدهند. هر بیمار باید ابتدا در سطح اول درمان بررسی شود و در صورت صلاح‌دید پزشک سطح اول، به سطوح بعدی ارجاع شود. به این ترتیب از مصرف بی‌مورد منابع در سطوح بالاتر جلوگیری می‌شود.
دوم: برای هر فرد، سقف هزینه تعیین می‌شود. این سقف هزینه از تقسیم کل بودجه نظام سلامت بر تعداد افراد تحت پوشش به دست می‌آید. در صورتی که لازم باشد بیش از این مبلغ برای بیمار خرج شود، تیم درمان باید بتواند نشان دهد که خرج بیشتر به سود بیمار است؛ بنابراین تیم درمان به نمایندگی از دولت، این حق و وظیفه را دارد که در مورد روند درمانی بیمار تصمیم بگیرد. برای نمونه، می‌تواند رای به جداسازی دستگاه‌های تنفس یا ضربان قلب مصنوعی و مرگ بیمار دهد. به این ترتیب از صرف هزینه بیهوده برای آن بیمار جلوگیری شده و بودجه بهداشتی و درمانی برای کسانی خرج می‌شود که احتمال زنده ماندن بیشتری دارند.